# Said Saif Asaad
Said Saif Asaad (arabisch أسعد سعيد سيف, DMG Asʿad Saʿīd Saif; * 31. Mai 1979 in Bulgarien als Angel Popow) ist ein ehemaliger bulgarischer Gewichtheber, der ab 1999 für Katar startete.

## Sportliche Karriere
Popow startete international erstmals 1998 auf der Juniorenweltmeisterschaft in Sofia. Im Mittelschwergewicht bis 94 kg belegte er mit 360,0 kg (160,0/200,0 kg) den dritten Platz. Zur Junioren-EM im selben Jahr konnte er sich auf 365,0 kg (165,0/200,0 kg) steigern, was hier für den vierten Platz ausreichte. Seinen letzten Wettkampf für seine Heimat Bulgarien bestritt Popow mit der Junioren-WM 1999 in Savannah. Er war inzwischen ins Schwergewicht bis 105 kg aufgerückt und konnte hier mit 397,5 kg (175,0/222,5 kg) Gold vor Jewgeni Tschigischew und Wladimir Smorchkow mit 397,5 kg und 392,5 kg gewinnen.
1999 kaufte der katarische Gewichtheberverband acht bulgarische Gewichtheber für eine Million Dollar, unter ihnen auch Angel Popow, der nun unter dem Namen Said Saif Asaad für den Golfstaat antreten würde. Seinen ersten Einsatz unter neuer Flagge hatte Asaad noch im selben Jahr bei den Weltmeisterschaften in Athen. Mit einem Zweikampfergebnis von 400,0 kg (180,0/220,0 kg) belegte er den 11. Platz. Sieger wurde Denis Gotfrid mit 430,0 kg.
Die Asienmeisterschaften 2000 stellten einen weiteren wichtigen Wettkampf in der Vorbereitung auf die Olympischen Spiele dar. Mit 407,5 kg (180,0/227,5 kg) konnte sich Asaad in dem verhältnismäßig schwachen Feld durchsetzen und gewann Gold. Zu den Spielen in Sydney steigerte er sich auf 420,0 kg (190,0/230,0 kg) und gewann damit Bronze hinter Hossein Tavakoli mit 425,0 kg und Alan Zagaew mit 422,5 kg.
Nach einer einjährigen Wettkampfpause trat Asaad bei den Asienspielen 2002 in Busan an und gewann mit 417,5 kg (192,5/225,0 kg) Gold vor Cui Wenhua mit 415,0 kg und dem Olympiasieger Tavakoli mit 400,0 kg. Auch die WM 2003 in Vancouver konnte er mit 422,5 kg (195,0/227,5 kg) für sich entschieden.
Mit den Leistungen der Vorjahre konnte Asaad zu den Medaillenfavoriten für seine zweiten Olympischen Spiele 2004 in Athen gezählt werden. Nach 192,5 kg im Reißen verzichtete er, eventuell verletzungs- oder psychologisch bedingt, auf den Drittversuch, konnte danach im Stoßen aber dreimal keinen gültigen Versuch einbringen. Der Sieger Dmitri Berestow erzielte 425,0 kg.
2005 gewann Asaad mit 390,0 kg (180,0/210,0 kg) noch einmal die Asienmeisterschaften. Bei seinen darauffolgenden Wettkämpfen, den Weltmeisterschaften 2005 und den Asienspielen 2006 in Doha, konnte er jedoch keine Zweikampfwertung einbringen und blieb somit unplatziert.
Bei den Weltmeisterschaften 2007 verweigerte er eine Dopingkontrolle und wurde anschließend für zwei Jahre gesperrt.

## Persönliche Bestleistungen
- Reißen: 195,0 kg in der Klasse bis 105 kg bei der WM 2003 in Vancouver
- Stoßen: 230,0 kg in der Klasse bis 105 kg bei den OS 2000 in Sydney
- Zweikampf: 422,5 kg (195,0/227,5 kg) in der Klasse bis 105 kg bei der WM 2003 in Vancouver